# لاوره کالینیچ
لاوره کالینیچ (کرواتی: Lovre Kalinić؛ زادهٔ ۳ آوریل ۱۹۹۰) بازیکن فوتبال اهل کرواسی است.
از باشگاه‌هایی که در آن بازی کرده‌است، می‌توان به هایدوک اسپلیت، خنت، استون ویلا و تولوز اشاره کرد.
وی همچنین در تیم ملی فوتبال کرواسی بازی کرده‌است.